# Double contrainte
Une double contrainte (de l'anglais double bind) est une situation dans laquelle une personne est soumise à deux contraintes ou pressions contradictoires ou incompatibles. Si la personne est ou se sent prisonnière de la situation, surtout si elle est dans l'incapacité de méta-communiquer à son sujet (comme c'est le cas notamment pour les enfants et dans le cas de certaines relations hiérarchiques), cela rend le problème insoluble et engendre à la fois troubles et souffrances mentales. Une double-contrainte peut se produire dans toute relation humaine comportant un rapport de domination, et particulièrement dans la communication émanant du ou des « dominants ». L'injonction paradoxale est une double contrainte au sujet de laquelle la personne recevant l'injonction peut communiquer.

## Description
Cette notion est particulièrement étudiée dans le domaine de l'éducation parentale, les perturbations qu'elle engendre étant supposées à l'origine de troubles mentaux parfois graves et durables. La théorie de la double contrainte fut notamment proposée, sous l'impulsion de Gregory Bateson en 1956 au sein de l'école de Palo Alto, comme cause ou facteur de la schizophrénie.
Exemples classiques (voir aussi la section Exemples) : 
- Dans le contexte familial : des parents exigent chacun un lien exclusif de la part d'un enfant, ce qui le soumet à deux demandes oppressantes qui se contrarient.
- Dans la communication : le langage paradoxal peut contenir deux demandes qui s'opposent comme « Soyez spontané ! », « Soyez (ou sentez-vous) libre », « faites preuve d'initiative », « Faites preuve de self-control ! ». Dans cet exemple, l'énoncé étant un ordre, on parle d'injonction paradoxale.
- En management : des injonctions du type « Je vous interdis de faire ce que je veux que vous fassiez » ou, exprimées autrement « Je vous ordonne de faire ce que je n'ai pas envie que vous fassiez ». Dans ces exemples, le subordonné qui se doit d'exécuter l'ordre se voit pris dans un paradoxe qui oppose l'obligation d'obéir à l'ordre (de le faire) au besoin de respecter l'injonction liée au désir du supérieur hiérarchique (de ne pas le faire). Ce qui crée une confusion et détresse psychologique chez celui qui doit exécuter l'ordre car il est incapable de savoir à quelle information il peut réellement se fier.

## Théorie

### Histoire
L'expression de principe de double contrainte proprement dit n'apparaît que dans les années 1950. Pourtant, l'exposition de cette situation est l'une des bases de la dramaturgie depuis l'antiquité (dans Antigone par exemple), mais seules des expressions du paradoxe avaient jusque-là été exposées[réf. incomplète].
Le principe de double contrainte trouve son inspiration dans l'étude des mécanismes des systèmes. Concrètement le lien se fait dans le cadre des réunions inter-disciplinaires des conférences de Macy auxquelles participe l'anthropologue Gregory Bateson dès 1942[réf. incomplète]. Ces conférences servent à travailler les théories de la communication, notamment à travers l'étude du principe d'homéostasie ; elles déboucheront entre autres en 1948[réf. incomplète] sur l'élaboration de la cybernétique, le principe en étant formalisé par Norbert Wiener.
Gregory Bateson utilise cette base à laquelle il a contribué pour pousser la réflexion plus loin dans le cadre plus précis de la communication humaine. Il étudie alors le « paradoxe de l'abstraction dans la communication », puis il travaille sur « l'étude de la communication chez les schizophrènes ». Pour mener à bien ces recherches, il réunit une équipe au sein du Veterans Administration Hospital de Palo Alto. Elle est à l'origine composée de l'étudiant en communication Jay Haley, de l'étudiant en psychiatrie William Fry et de l'anthropologue John Weakland. Cette équipe publiera en 1956 Vers une théorie de la schizophrénie qui marque la première expression de ce principe de double contrainte[réf. incomplète].
Cette nouvelle approche qui reste liée aux avancées scientifiques en matière de systémique sera ensuite désignée comme une école de pensée, on parlera alors de l'école de Palo Alto. Elle est donc issue du même projet que celui qui a permis de présenter la notion de double contrainte, et ses participants forgeront ultérieurement l'expression de la théorie systémique en sciences humaines et poseront les bases de la thérapie familiale.

### Définition générale
Une double contrainte désigne l'ensemble de deux injonctions qui s'opposent mutuellement, augmentées d'une troisième contrainte qui empêche l'individu de sortir de cette situation. En termes de logique, elle exprime l'impossibilité que peut engendrer une situation où le paradoxe est imposé et maintenu. Ce schéma peut être identifié dans des domaines comme l'éthologie, l'anthropologie, la situation de travail ou la communication internationale ou encore dans des situations de harcèlement scolaire.
On le présente au niveau des relations humaines comme un ensemble de deux ordres, explicites ou implicites, intimés à quelqu'un qui ne peut en satisfaire un sans violer l'autre ; comme les obligations conjointes de faire et ne pas faire une même chose. Gregory Bateson l'exprime ainsi : « vous êtes damné si vous le faites, et vous êtes damné si vous ne le faites pas ». Une retranscription proposée est : Si tu ne fais pas A, tu ne (survivras pas, ne seras pas en sécurité, n'auras pas de plaisir, etc.) Mais si tu fais A, tu ne (survivras pas, ne seras pas en sécurité, n'auras pas de plaisir, etc.).
La double contrainte exprime donc le fait d'être acculé à une situation impossible, dont sortir est également impossible.

### En situation

#### La schizophrénie
Dans Vers une théorie de la schizophrénie (1956), il est question d'injonctions paradoxales dans un milieu familial où règne une communication pathologique. Ces injonctions paradoxales visent une « victime » qui doit en quelque sorte assumer le défaut de communication, en être l'incarnation.
Dans ce cadre d'étude, la victime est le membre schizophrénique du système, et l'idée sous-jacente est de mettre en évidence la façon dont la schizophrénie est à la fois un mécanisme de défense pour faire face à un contexte d'impossibilité, et un ultime moyen de maintenir la cohésion du groupe en tentant d'assumer concrètement son incohérence.
La théorie de la double contrainte de Bateson n'a jamais donné lieu à des recherches suivies afin de déterminer si les systèmes familiaux imposant une double contrainte systématique pourraient être une cause de la schizophrénie. Cette théorie complexe n'a été que partiellement testée, et il y existe des lacunes dans les preuves psychologiques et expérimentales nécessaires pour établir cette causalité. La compréhension actuelle de la schizophrénie tient compte d'une interaction complexe entre facteurs génétiques, neurologiques ainsi que stress émotionnels, incluant l'interaction familiale. Aussi, si la théorie du double bind renverse les résultats suggérant une base génétique de la schizophrénie, des études expérimentales plus complètes avec différents types de familles et dans divers contextes familiaux sont nécessaires pour confirmer cette supposition.

#### Le mutisme
La double contrainte a tendance à entraîner un blocage de la communication. C'est un symptôme typique de la schizophrénie que de tenter de ne pas communiquer, et un effet logique dans la mesure où le schizophrène doit assumer le défaut de communication de son environnement.
C'est pourtant une réponse qui est impossible, puisque le « charabia » du schizophrène, le retrait ou le silence verbal ou postural même est une communication.

#### Généralisation
À partir de la mise en évidence par l'étude de la communication autour de la schizophrénie, l'identification de la double contrainte est devenue un outil de compréhension des systèmes de communication.
Dans les familles, elle est identifiée directement, et c'est le défaut de communication originel que tenteront de résoudre les thérapies familiales et autres thérapies systémiques.
Selon cette méthode, ce sont les rouages de la communication du groupe qui, s'ils sont coincés, peuvent entraîner des défauts de communication qui sont à l'origine des pathologies individuelles.
On rencontre des mécanismes de double contrainte dans le milieu du travail, lorsque les missions assignées à une personne, ou un service sont rendues quasiment impossible par l'absence de moyens ad hoc ou par l'environnement, ou encore lorsque la description détaillée des missions renferme elle-même des contradictions.

### Distinctions

#### Dilemme
Un dilemme est un choix difficile ou problématique mais possible. Ce qui pose un problème est la nécessité de choisir entre des attracteurs d'intensité presque égale. Mais il n'y a ni injonction ni paradoxe, ce n'est donc pas une double contrainte.
L'exemple typique du dilemme est le choix entre un sac d'avoine et un baquet d'eau pour un animal également distant des deux, c'est-à-dire le paradoxe de l'âne de Buridan. Pour arriver à une situation de double contrainte, il faudrait par exemple que l'âne sache qu'il est contraint de boire et de manger, mais qu'il sache aussi qu'il est battu quand il boit parce qu'il ne mange pas, et qu'il est battu quand il mange parce qu'il ne boit pas.

#### Contraintes
Les termes font qu'on a tendance à assimiler la double contrainte à deux contraintes, à une autorité qui pousse à dépasser un dilemme, ou encore à des contraintes qui s'opposent. Mais la double contrainte de la notion doit contenir des injonctions paradoxales, autrement dit une contrainte à l'absurdité.
Un exemple de contraintes opposables est proposé par William Styron dans Le Choix de Sophie, où une mère doit choisir lequel de ses deux enfants pourra survivre sous peine que les deux soient tués. Bien que fort, cet exemple ne contient pas de paradoxe logique mais une obligation à faire un choix contre nature.
En 2020, les décès résultant de pandémie de coronavirus, prenant plusieurs milieux politiques européens par surprise, menèrent à quantité d'injonctions paradoxales, entre l'encouragement à ne pas céder à la panique et à vivre normalement d'une part, et celle de rester confiné chez soi d'autre part, mais "en même temps" d'assurer ses activités si celles-ci étaient vitales, se succédant parfois à quelques heures d'intervalle. Le détail en fut relaté dans l'émission Face à l'info du 19 mars 2020[réf. obsolète].

#### Paradoxe
Le paradoxe exprime une chose illogique, plutôt cachée par une logique apparente mais fausse. C'est un illogisme en soi, mais ce n'est que s'il est imposé que l'on peut parler de double contrainte.
Un exemple de paradoxe est proposé par Jorge Luis Borges dans son recueil intitulé L'Auteur : dans la nouvelle De la rigueur de la science, il imagine un pays dont l'art de la cartographie est à ce point poussé à bout, que la carte du pays recouvre le pays dans son ensemble. Il n'y a pas de contrainte associée à cet exemple, ce n'est donc pas une double contrainte.

### Solutions

#### Niveaux de lecture

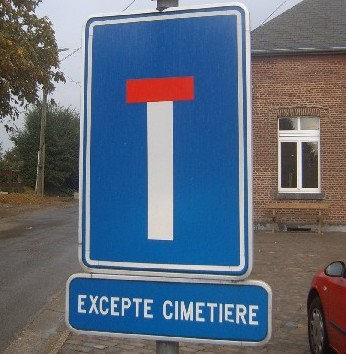
Exemple de lecture à plusieurs niveaux, pouvant prêter à réflexion ou humour, d'un panneau de signalisation routière « voie sans issue » : le cimetière est-il bien une issue ? (Ambresin en Belgique).

Paul Watzlawick explique qu'on ne sort d'une boucle paradoxale (double contrainte) que par un recadrage, permettant une lecture de la situation à un niveau différent.
La double contrainte étant une situation insoluble directement, sa résolution passe par un changement de niveau ou d'échelle. Par exemple communiquer l'absurde de la situation peut être une façon de dépasser cette situation.

##### Mise en abyme
L'impossibilité de communiquer est souvent associée à la double contrainte, comme un effet émergent, ou comme un verrouillage supplémentaire de la situation. Il s'agit alors d'un autre niveau de double contrainte où l'interdiction de communiquer s'oppose au besoin naturel et irrépressible de le faire.
Communiquer l'interdit de communiquer est une porte de sortie de ce nouveau niveau de double contrainte, mais c'est aussi une double contrainte en soi. Mais il existe encore des niveaux de lectures. Quel est le sujet interdit ? tous ? Quel est le type de communication interdite ? les mots seulement ? l'interdit s'applique-t-il à tout interlocuteur ? y compris imaginaire ? etc.
Mais plutôt que de pousser l'analyse de cette façon, c'est la créativité, l'humour, ou tout ce qui permet la spontanéité qui est le mode de résolution recommandé et proposé aux personnes qui doivent y faire face, car cela crée nécessairement un espace de possibilité, d'autant plus investi que le besoin est grand.

#### Conséquence méthodologique
Un moyen de sortir de ce mécanisme est donc d'identifier des repères stables (des évidences qui sont extérieures à l'impossibilité).
À partir d'une double contrainte, il est toujours possible d'identifier (dans la durée) – et pour le moins de chercher (dans l'immédiat) - une trilogie d'éléments (pièces mécaniques, points de vue abstraits, attitude pertinente…) permettant de sortir d'une situation apparemment insoluble.

#### Théorie des contextes
Un autre élément est d'élever le niveau d'analyse pour sortir du cadre de l'absurdité, ce qui introduit la notion de contexte :
La généralisation de la méthode scientifique ci-avant définie suppose la modélisation préalable : il est difficile de manier des idées abstraites sans recours aux outils de communication technique : la résolution de la double contrainte fait avantageusement appel à la théorie des contextes (approche issue de l'échec de la théorie naïve des ensembles)[pas clair].

#### Méta-communication
La métacommunication, autrement dit communiquer sur la communication, est un terme récurrent pour exprimer un moyen de faire face à une situation de double contrainte.

## Domaines d'études

### Philosophie
Une « utilisation » particulière du double bind peut être également citée dans l'œuvre de Jacques Derrida, et dans celle de ses lecteurs ou « disciples » (Geoffrey Bennington, Paul de Man) et qui a connu une fortune diverse dans le champ des cultural studies aux États-Unis.
L'idée est qu'il y a un écart, un vide, un passage, entre l'intention et la réception de l'intention. C'est le sens même du concept derridien de différance (avec un a). Si X écrit une lettre (la graphie est justement le révélateur de cet écart) à Y, le contexte et l'intention de X ne pourra en aucun cas être perceptible à Y, il y va de la Poste. Par conséquent la lecture crée son propre contexte. Et Y peut bien lire les mots de X alors que X est mort.
Il apparaît ainsi impossible qu'un texte ou une lettre soit hors-contexte, et la citation même ne peut être faite ailleurs que dans un autre contexte. Un énoncé existe s'il peut être répété, dans l'altérité, ce qu'on nomme itérabilité. Ceci montre également que toute production de texte désigne implicitement qu'il n'y a pas de début absolu, et donc pas d'Absolu qui ne soit lui-même itérable, sujet à être ramené à un état antérieur.
Cette passion de Derrida pour le texte fonde une grande partie de son travail de déconstruction. Cela se repère dans le sérieux, le jeu de mots, le titre, autant de catégories qui mettent en œuvre ce qu'il appelle la « double bande », ou la « contrebande ». La cristallisation de l'opposition qu'a pu susciter la déconstruction derridienne est très explicitement perceptible dans le conflit qui l'opposa à la théorie linguistique performative de John Austin et de son disciple John Searle.

### Sociologie
Norbert Elias a appliqué pour la première fois la notion de double bind en sociologie dans son ouvrage Engagement et distanciation. Il y applique celle-ci à deux configurations sociales particulières : la pensée pré-scientifique et la guerre froide. Il montre comment, dans les deux cas, la peur (des catastrophes naturelles, dans le premier, de l'agression potentielle du camp adverse, dans le second) conduit à des comportements irrationnels qui empêchent la suppression de la source de la peur.

### Gestion et management
Les doubles contraintes et injonctions paradoxales entraînent des souffrances au travail, où les cadres se retrouvent en première ligne. Dans Entre l’enclume et le marteau, les cadres pris au piège, publié au Seuil en 2012, Jean-Philippe Bouilloud note que « le cadre est pris dans un système contradictoire auquel il adhère profondément, qui fait quasiment partie de son imaginaire, mais dont il vit au quotidien les aspects violents, inacceptables ou ubuesques » (p.19). À partir d’un terrain d’étude de plus de 200 manuels de management et de développement personnel, Olivier Fournout, dans Le nouvel héroïsme publié aux Presses des Mines en 2022 met à jour une « structure comportementale », qu’il appelle « matrice du héros » ou « matrice des injonctions paradoxales ». Pour les managers, il s’agit d’être à la fois très bons dans les rôles sociaux et très investis intérieurement, respectueux des cadres et les faisant voler en éclats, avec les autres et contre les autres (cf. le chapitre « L’avenir du travail », p.109-130 de Le nouvel héroïsme). Olivier Fournout note que devant de telles prescriptions, « une course s’engage pour les satisfaire, qui est infinie, car un système d’injonctions paradoxales ne peut jamais être complètement satisfait. Il est par définition toujours précaire, toujours à remettre sur le métier, toujours en crise, toujours en déséquilibre » (p.16).

## Exemples

### Exemples culturels, indépendants de la notion

#### Littérature
- Isaac Asimov utilise cette notion dans la nouvelle Cercle Vicieux (dans I, Robot) : un robot se retrouve avec une programmation qui l'oblige, en même temps, à se protéger, et à obéir à un ordre qui, à l'insu de celui qui le donne, l'oblige à se détruire. Il est alors enfermé dans une boucle de décisions contraires infinies : il reste dans la zone "grise", car dès qu'il fait un pas en avant (pour obéir aux ordres de l'humain), il augmente son risque de destruction, et dès qu'il fait un pas en arrière (pour se protéger et baisser le risque de destruction), il ne respecte plus l'ordre. Le cercle est brisé lorsque l'ordre est redonné avec un impératif supérieur à la programmation d'autoprotection.
- Fiodor Dostoïevski utilise un principe qui s'apparente à la double contrainte (qui lui est postérieure) notamment dans L'Idiot : Il met ses personnages dans des situations impossibles et observe leurs réactions et actions.
- La pièce d'Edward Albee Qui a peur de Virginia Woolf ? est l'exemple utilisé par Paul Watzlawick pour illustrer le concept de double contrainte dans son ouvrage[21].
- Michel Houellebecq met en valeur dans son roman Plateforme le double bind de la fuite en avant du touriste cherchant à découvrir de nouveaux spots "non touristiques", et contribuant ainsi par sa seule présence à les dénaturer et les transformer bientôt en nouveaux lieux touristiques.
- Dans En Camping-car, Ivan Jablonka donne l'exemple de son père qui lui hurlait quand il était enfant : « Sois heureux ! » En effet, l'enfant cherchera à être heureux, puisqu’on le lui ordonne, mais sans y parvenir, puisqu’on lui crie dessus, de telle sorte qu’il sera "à la fois malheureux et rempli de la culpabilité d’avoir failli". Il donne aussi comme exemples : « Dors ! » ou « Oublie-moi ça ! »[22].

#### Humour
- Un exemple plusieurs fois utilisé pour présenter avec dérision un jeu de prise de contrôle, par exemple dans la bande dessinée Astérix en Corse[23] :
« Je n'aime pas qu'on parle à ma sœur.
— Mais elle ne m'intéresse pas votre sœur.
— Elle te plaît pas ma sœur ?
— Mais si, bien sûr, elle me plaît…
— Ah, elle te plaît, ma sœur !!! Retenez-moi ou je le tue ! »

#### Images
- L'antipsychiatrie de Ronald Laing et David Cooper a représenté le « double bind » en « knot » (« nœud ») pour évoquer l'idée d'un enfermement.
- La couverture du livre de Yves Barel (Le paradoxe et le système, PUG, Grenoble, 1979) présente l'image d'une personne montant un escalier entre deux murs, sans ouverture, pour cette même idée d'enfermement.

#### Sociologie
Le concept de fragilité blanche inventé par Robin DiAngelo est également un exemple de Double contrainte.